# Baisieux
Baisieux ist eine nordfranzösische Gemeinde mit 5361 Einwohnern (Stand: 1. Januar 2022) im Département Nord in der Region Hauts-de-France. Sie gehört zum Arrondissement Lille und zum Kanton Templeuve-en-Pévèle. Die Einwohner heißen Baisiliens und Baisiliennes.

## Geographie
Die Gemeinde liegt an der Grenze zu Belgien, 14 Kilometer östlich der Innenstadt von Lille und zehn Kilometer westlich von Tournai. Umgeben wird Baisieux von den Gemeinden Willems im Norden, Tournai (Belgien) im Osten (mit den Ortsteilen Blandain und Hertain), Camphin-en-Pévèle im Süden, Gruson im Südwesten und Chéreng im Westen.
Durch die Gemeinde führt die Autoroute A27. Der Bahnhof von Baisieux ist der Endbahnhof der Strecke von Lille-Fives kommend, sie reicht jedoch weiter bis nach Halle in Belgien.

## Bevölkerungsentwicklung
| Jahr                       | 1962 | 1968 | 1975 | 1982 | 1990 | 1999 | 2006 | 2020 |
| Einwohner                  | 2879 | 2942 | 2851 | 3505 | 3555 | 4039 | 4078 | 4993 |
| Quellen: Cassini und INSEE |      |      |      |      |      |      |      |      |

## Sehenswürdigkeiten

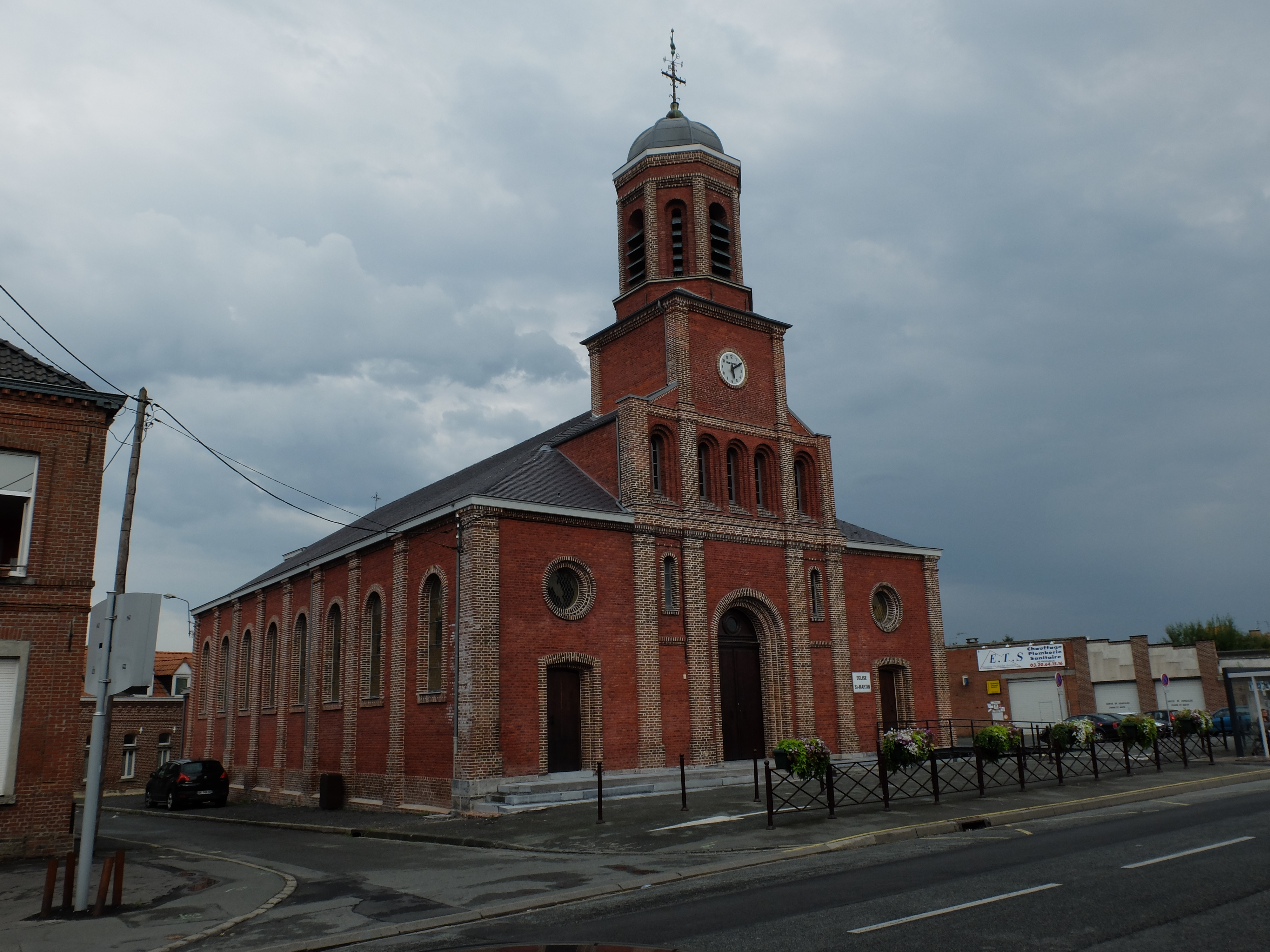
Kirche Saint-Martin
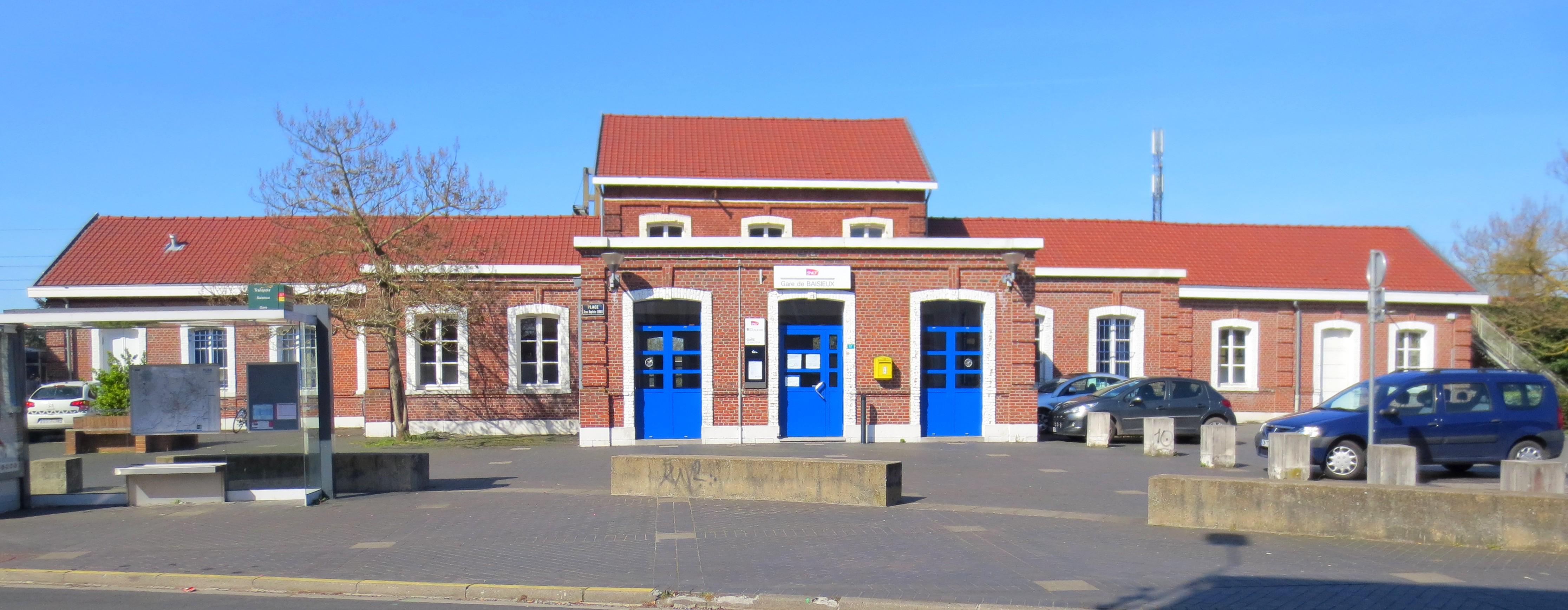
Bahnhof
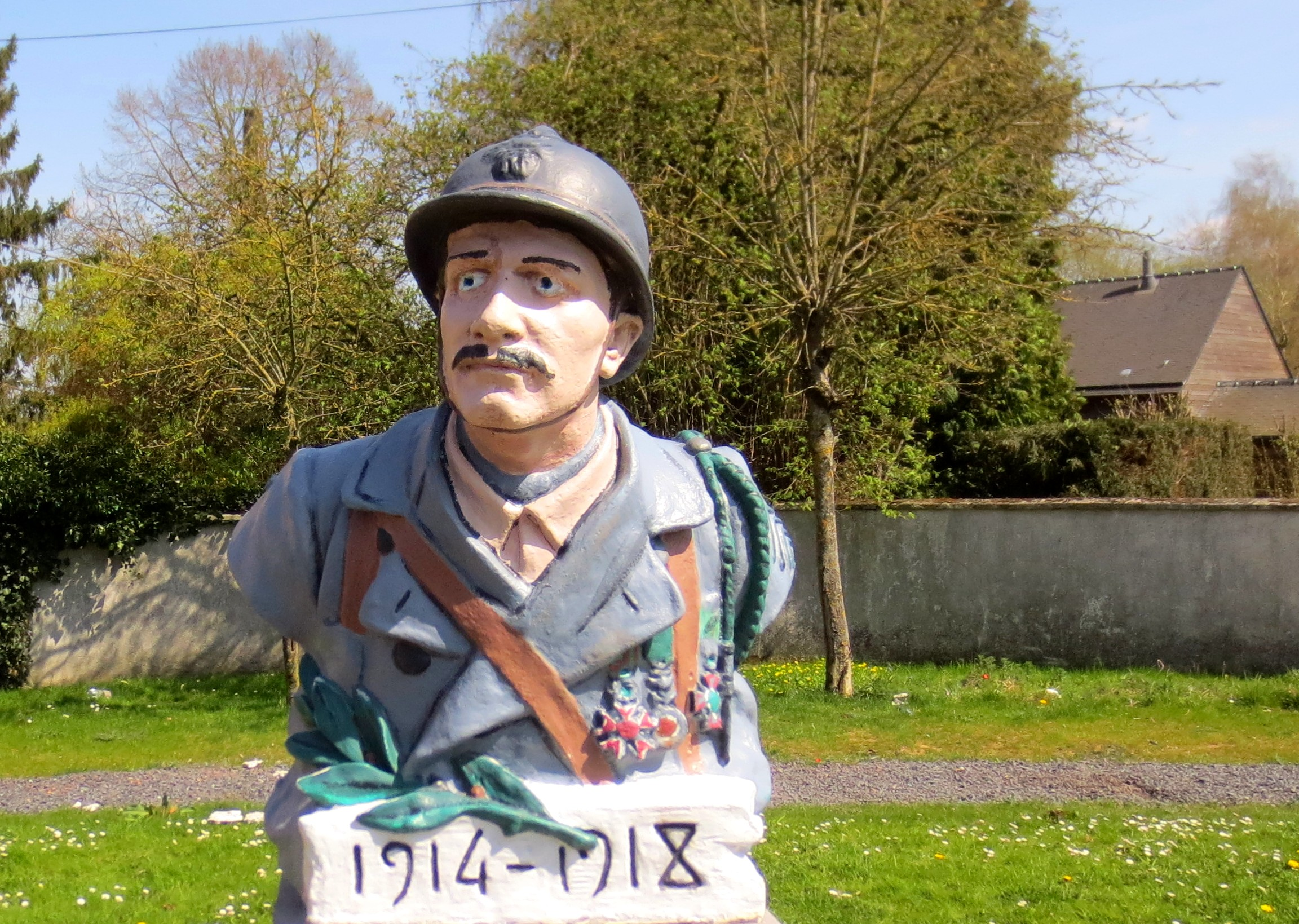
Gefallenendenkmal
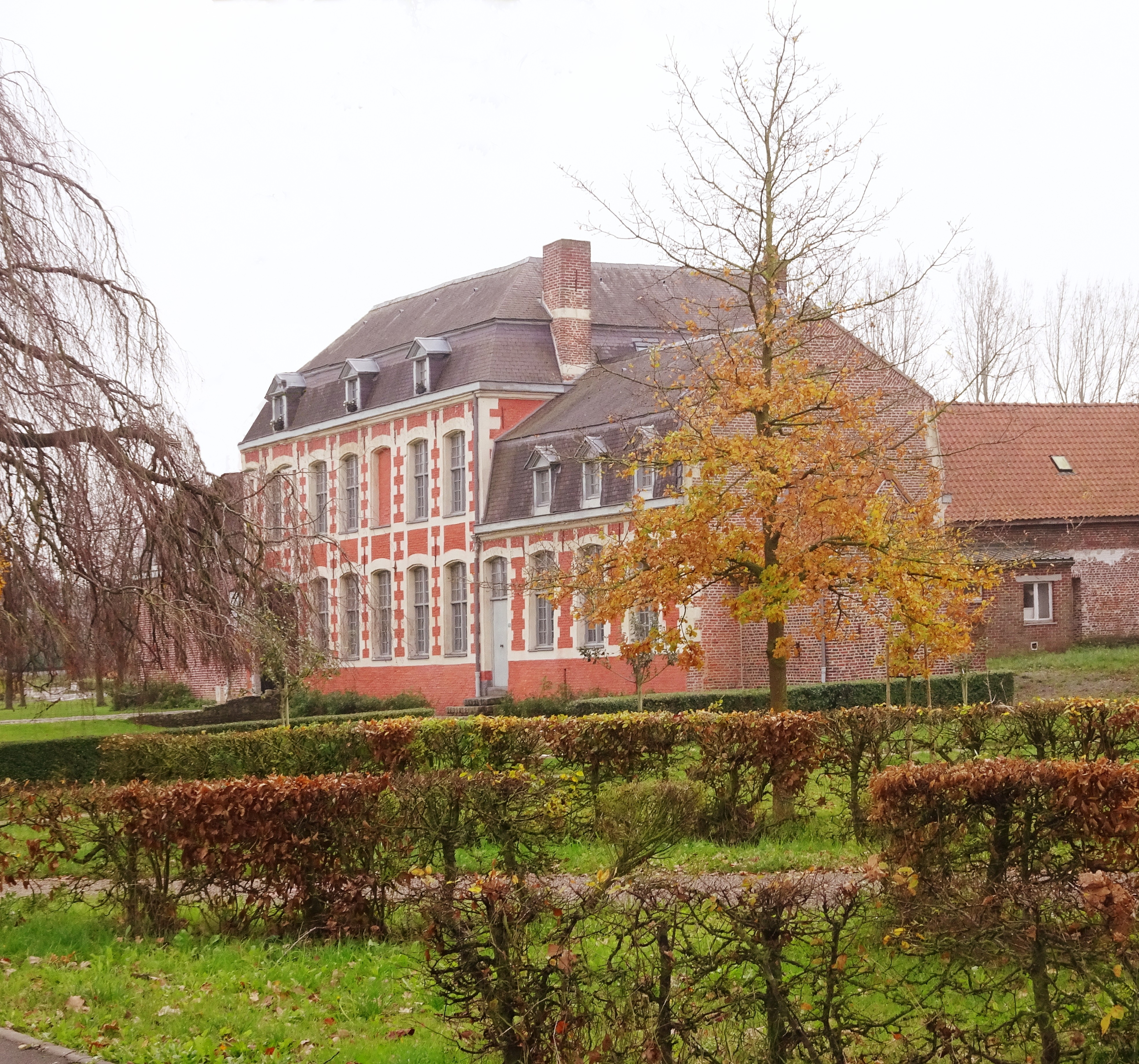
Soziokulturelles Zentrum

- Kirche Saint-Jean-Baptiste

- Kirche Saint-Martin
- Bahnhof
- Gefallenendenkmal
- Soziokulturelles Zentrum